# Ierapetra
Ierapetra (grekiska: Ιεράπετρα) är en stad i kommunen Dimos Ierapetra i Lasithi på östra Kreta. Namnet betyder "helig sten", under antiken kallades staden Hierapytna. Staden har 15 323 (2001).
Ierapetra är den stad i Europa som ligger längst söderut, och kallas "Liberiska havets brud". Den är den enda staden på Kretas sydkust.
Ierapetra består av två stadsdelar, den gamla delen Kato Mera och den nyare Pano Mera.